# Паун Јанковић
Паун Јанковић Баћа (Коњска, 1808 — Смедерево, 25. јул 1865) је био српски политичар. Јанковић је био један од најистакнутијих уставобранитеља, члан Савета (1840—1857), један краћи период током 1840. био је вршилац дужности председника владе, затим заступник министра спољних послова (1840), министар правде и просвете (1842—1847) и финансија (1848—1854).

## Баћа
Рођен је 1808. у Коњској (касније Михаиловац) у смедеревској нахији. Његов отац, Јанко Ђурђевић, био је у време Карађорђа саветник за смедеревску нахију. Школовао се у Русији, а у Србију се вратио на позив кнеза Милоша, па је код њега ступио у службу као писар у кнежевој канцеларији, која је имала функцију владе. Касније је унапређен у Директора кнежеве канцеларије. По диктату кнеза Милоша написао је многа писма. Кнез Милош му је због боравка у Русији дао надимке "Баћушка" и "Баћа", који су му доживотно остали.

## Министар просвете и председник владе
Паун Јанковић је 1840. након оставке Аврама Петронијевића био одређен да заступа кнежева представника и министра спољних послова, тј. био је вршилац дужности председника владе Србије. На тој дужности остао је релативно кратко. На почетку Вучићеве буне 1842. дочекао је испод смедеревске тврђаве Тому Вучића, који је прелазио из Аустрије у Србију. Након тога пратио га је до Колара. Постављен је 7. новембра 1842. за министра правде и просвете и на том месту се задржао до 4. фебруара 1847. Као министар просвете издао је Устројение јавног училишног наставленија, што је био први српски школски закон, који је обухватао основну, средњу и вишу школу. У писању тога закона помагао му је Јован Стерија Поповић. Док је обављао функцију министра значајно је допринео оснивању Смедеревског читалишта 1846. године, прве установе културе у Смедереву и једне од првих јавних библиотека у Кнежевини Србији. Био је и председник Друштва српске словесности. Њему је као министру просвете Вук Стефановић Караџић упутио 1845. своје писмо о српском језику и правопису. Био је министар финансија од 2. септембра 1848. до 26. децембра 1854. Много је новца потрошио на подизање зграда и на отварање рудника у Мајданпеку. Пошто одатле није било прихода, који би пунили државни буџет, чланови Државног савета бојали су се да ће потрошити све државне новчане резерве, па су га сменили и на његово место поставили Александра Ненадовића.

## Тенкина афера
Паун Јанковић Баћа је као велики русофил препоручивао да се Србија у време Кримскога рата веже за Русију. Између кнеза Александра Карађорђевића и Државнога савета постојало је стално трвење између 1855. и 1857. У Тенкину заверу против кнеза били су уплетени Стефан Стефановић Тенка, Цветко Рајовић и још тројица саветника: Паун Јанковић, Павле Станишић и Радован Дамњановић. Јанковић је као русофил мрзио кнеза Александра јер је кнез водио аустрофилску политику. Тенка и Паун Јанковић видели су да се након Кримскога рата кнез везао са Аустријом и да руски пријатељи не могу више да буду министри. Циљ Тенкине завере је био да се убије кнез Александар. Паун је најмљеном убици дао новац и упутио га у бању где се налазио кнез. Новац за заверу добили су од кнеза Милоша Обреновића и међусобно га поделили. Завереници су били најпре осуђени на смрт, али онда је на интервенцију Порте био присиљен да помилује заверенике на тешку робију у Гургусовачкој кули.

## У затвору
Приликом спровођења у Гургусовачку кулу подерали су им топлу одећу да би се смрзавали. У тамници је са њима сурово поступано. Провели су у тамници неколико месеци до Етем-пашине мисије марта 1858, када је кнез био присиљен да их пусти. Након пуштања из тамнице прогнан је у Рушчук, а из прогонства се вратио 1859. након рестаурације династије Обреновића. последње године живота провео је у Смедереву, где је и умро 25. јула (13. јула) 1865.

## Награда
Народна библиотека Смедерево сваког 24. априла, на Дан Народне библиотеке Смедерево, додељује Награду Паун Јанковић Баћа најуспешнијем библиотечком раднику за постигнуте резултате у раду и развоју библиотечке делатности у Смедереву.